# Tom Gracie
Thomas « Tom » Gracie (né le 12 juin 1889 à Glasgow en Écosse et mort le 23 octobre 1915 dans la même ville d'une leucémie) était un joueur de football écossais.

## Palmarès
Everton FC
- Vice-champion du Championnat d'Angleterre de football (1) :
  - 1912

Liverpool FC
- Finaliste de la FA Cup (1) :
  - 1914

Heart of Midlothian FC
- Vice-champion du Championnat d'Écosse de football (1) :
  - 1915
- Meilleur buteur du Championnat d'Écosse de football (1) :
  - 1915 : 29 buts.